# Carolyn Sampson
Carolyn Sampson (* 18. Mai 1974 in Bedford) ist eine englische Sopranistin, die sich auf historische Aufführungspraxis spezialisiert hat. Sie tritt gleichermaßen auf Opern- und Konzertbühnen auf. Viele Rollen gestaltete sie an der English National Opera (ENO) in London.

## Biografie
Sampson studierte Musik an der Birmingham University. Während ihrer Studienzeit sang sie im Birmingham Ex Cathedra Choir und gewann den Arnold Goldsborough Prize für herausragende Interpretation von Barockmusik. Ihre professionelle Karriere begann Sampson als Mitglied kleiner Vokalensembles. Im Jahr 2000 debütierte die Sopranistin als Amore in L’incoronazione di Poppea von Monteverdi an der Oper. Ebenfalls in der Londoner ENO war sie 2002 in Purcells The Fairy-Queen und 2004 in Händels Semele zu hören. In den Opernhäusern von Lille, Caen and Bordeaux trat Sampson 2004 in Monteverdis L’Orfeo, Händels Tamerlano und Purcells Dido und Aeneas auf. 2006 sang sie in Montpellier die Susanna in Mozarts Le nozze di Figaro und die Adina in Der Liebestrank von Gaetano Donizetti.
Auf der Konzertbühne gehören Partien großer geistlicher Vokalwerke zu Sampsons Repertoire. So wirkte sie zum Beispiel mit dem English Concert unter Trevor Pinnock in Bachs Matthäus-Passion und mit den London Mozart-Players in Haydns Schöpfung mit. Im Januar 2010 trat sie unter Riccardo Chailly im Leipziger Gewandhaus bei einer Aufführung des Bachschen Weihnachtsoratoriums auf. Weitere Auftritte in Deutschland hatte Sampson bereits mit der NDR Radiophilharmonie in Hannover, dem Rundfunk-Sinfonieorchester Berlin und im Dezember 2009 mit dem Freiburger Barockorchester.
Sampson beschränkt sich jedoch nicht nur auf Barockmusik. Zu ihrem Repertoire gehören auch Werke von Brahms, Britten, Beethoven, Mendelssohn, Schubert and Stravinsky. Im Fachmagazin für klassische Musik, Gramophone, wurde bereits 2004 über Carolyn Sampson geschrieben, sie sei now the best British early music soprano by quite some distance. (dt. „nun mit Abstand die beste britische Alte Musik-Sopranistin“.)

## Diskographie (Auswahl)
- Jan Dismas Zelenka: Sacred Music. Hyperion, 2002
- Jean Philippe Rameau: Règne Amour. Love songs from opera. Hyperion, 2003
- Michael Haydn: Missa pro defuncto Archiepiscopo Sigismundo + Missa in honorem Sanctae Ursulae. Hyperion, 2004
- Henry Purcell: The Fairy Queen. Arts Blue, 2005
- Wolfgang Amadeus Mozart: Exsultate jubilate! Hyperion, 2005
- Georg Friedrich Händel: Duets from the Great English Oratorios. BIS Records, 2006
- Georg Friedrich Händel: An Ode for St. Cecilia’s Day. Hyperion, 2006
- Georg Friedrich Händel: Neun deutsche Arien. Hyperion, 2006
- Georg Friedrich Händel: Solomon. Harmonia Mundi, 2007
- Henry Purcell: Victorious Love. BIS Records, 2007
- Johann Sebastian Bach: Cantatas, Vol. 34 (BWV 1, 126, 127). BIS Records, 2007
- Johann Sebastian Bach: Cantatas, Vol. 38 (BWV 52, 82, 55, 58). BIS Records, 2008
- Johann Sebastian Bach: Cantatas, Vol. 41 (BWV 56, 82, 84, 158). BIS Records, 2008
- Jean-Baptiste Lully: Psyché. CPO, 2008
- Georg Friedrich Händel: Parnasso in Festa. Hyperion, 2008[3]
- Johann Sebastian Bach: Weihnachtsoratorium. Decca, 2010 (mit Riccardo Chailly)
- Johann Sebastian Bach: Messe in h-Moll, BWV 232. Carus, 2015
- Gustav Mahler: Symphony No. 8 in E-Flat Major "Symphony of a Thousand" (Live). Carolyn Sampson, Jacquelyn Wagner, Sasha Cooke, Jess Dandy, Barry Banks, Julian Orlishausen, Christian Immler, Minnesota Orchestra. Dirigent: Osmo Vänskä. BIS Records, 2023[4]